# Angola
För andra betydelser, se Angola (olika betydelser).
Angola, formellt Republiken Angola, (portugisiska: República de Angola; kikongo, kimbundu, umbundu: Repubilika ya Ngola), är en republik i sydvästra Afrika. Landet gränsar till Namibia i söder, Kongo-Kinshasa i norr, Zambia i öster och Atlanten i väster.  Provinsen Kabinda är en exklav som är skild från resten av landet och som gränsar till Kongo-Brazzaville och Kongo-Kinshasa.
Den portugisiska närvaron bestod, från 1500- till 1800-talet, mestadels i de mest kustnära områdena av territoriet av vad som nu är Angola, och interagerade på olika sätt med de folkslag som bodde där. Under 1800-talet började portugiserna långsamt och tvekande etablera sig alltmer inåt landet. Angola som en portugisisk koloni, omfattande nuvarande territorium, fastställdes inte förrän vid slutet av 1800-talet och "effektiv ockupation" som krävdes genom Berlinkonferensen 1884, uppnåddes först under 1920-talet. Landet uppnådde självständighet 1975 efter ett långvarigt självständighetskrig. Efter självständigheten var Angola skådeplatsen för ett intensivt inbördeskrig (1975–2002).
Landet har stora mineral- och petroleumreserver och dess ekonomi har vuxit genomsnittligt i tvåsiffrig takt sedan 1990-talet och särskilt sedan slutet av inbördeskriget. Dock är nivån för den socioekonomiska utvecklingen relativt låg i början av 2010-talet och landets medellivslängd och spädbarnsdödlighet var bland de sämst rankade i världen.

## Etymologi
Namnet Angola är taget från det portugisiska kolonialnamnet Reino de Angola (kungariket Angola), vilket var det namn portugisiska sjöfarare gav regionen. Angola togs från titeln Ngola (vilket betydde härskare) som bars av Kimbundu-kungarna i kungariket Ndongo.

## Historia

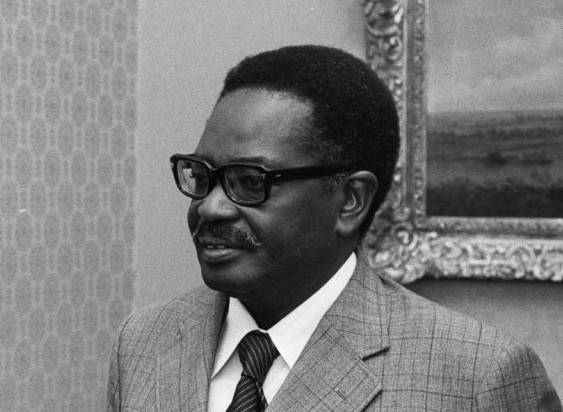
Agostinho Neto, 1975.

Nuvarande Angola har varit bebott sedan förhistorisk tid. Den första kulturen vi har någon kunskap om är de khoisansamhällen som dominerade regionen fram till bantumigrationen omkring 700 e.Kr. Norra delen av Angola hörde sedan 1200-talet till kungadömet Kongo, innan portugiserna utropade kolonin Angola där 1575.
När portugiserna kom till nuvarande Angola misstog de namnet på landet och regenten (ngola), men kallade det även för Mbundu-folkets land. Angola var den sista betydande europeiska kolonin i västra eller centrala Afrika. Sedan 1960-talet hade den portugisiska armén slagits i Moçambique, Angola och andra kolonier mot inhemska gerillarörelser som krävde självständighet. Landet fick självständighet den 11 november 1975. Då hade Angola varit portugisisk koloni i 400 år. Redan 1483 upprättades portugisiska stödjepunkter för sjöfarten och handel på Angolas kust. Hundra år senare grundades kolonin. De nuvarande gränserna fastställdes dock inte förrän i samband med Berlinkonferensen 1884-1885.
Liksom för övriga portugisiska kolonier innebar den vänsterinriktade nejlikerevolutionen mot fascistdiktaturen i moderlandet 1974 en snabb frigörelseprocess. För Angola dröjde det på grund av konkurrensen mellan tre olika gerillarörelser och med hänsyn till den stora vita minoriteten i landet till 1975 innan landet var fullt självständigt.
Den marxist-leninistiska befrielserörelsen MPLA, understödd av Sovjetunionen, och dess allierade (däribland Kuba), tog kontrollen över huvudstaden Luanda och större delen av övriga landet. MPLA var den antikoloniala befrielserörelse som åtnjöt det största folkliga stödet i Angola under kriget mot den portugisiska kolonialmakten. Den USA- och Zairestödda FNLA-gerillan marginaliserades snabbt, medan den Sydafrikastödda, senare USA-stödda, antikommunistiska Unita-gerillan höll sig kvar i södra delen av landet och senare erhöll militärt bistånd från Sydafrika.

### Alvoravtalet 1975
Alvoravtalet om självständighet för Angola undertecknades den 15 januari 1975 i den lilla staden Alvor i södra Portugal. Landet skulle bli självständigt den 11 november. En övergångsregering bestående av de tre befrielserörelserna och Portugal skulle styra Angola tills vidare och val till nationalförsamlingen hållas i oktober. Men redan efter ett par månader bröt UNITA och FNLA avtalet och krigshandlingar utbröt. Från sommaren kontrollerade MPLA huvudstaden med hjälp av kubanska soldater och UNITA kontrollerade södra Angola med hjälp av Sydafrikas bombflyg. FNLA:s trupper med stöd från USA och trupper från Zaire besegrades i grunden den 10 november vid byn Kifangondo cirka 20 kilometer norr om Luanda.
Den förste MPLA-presidenten Agostinho Neto avled 1979 och efterträddes av José Eduardo dos Santos, som även vann det demokratiska presidentval som utlystes 1992 under en kort tid av fred mellan MPLA och Unita. Ett fredsavtal undertecknades 1994, men fred infann sig inte förrän Unita-ledaren Jonas Savimbi avlidit 2002.

### 2000-talet

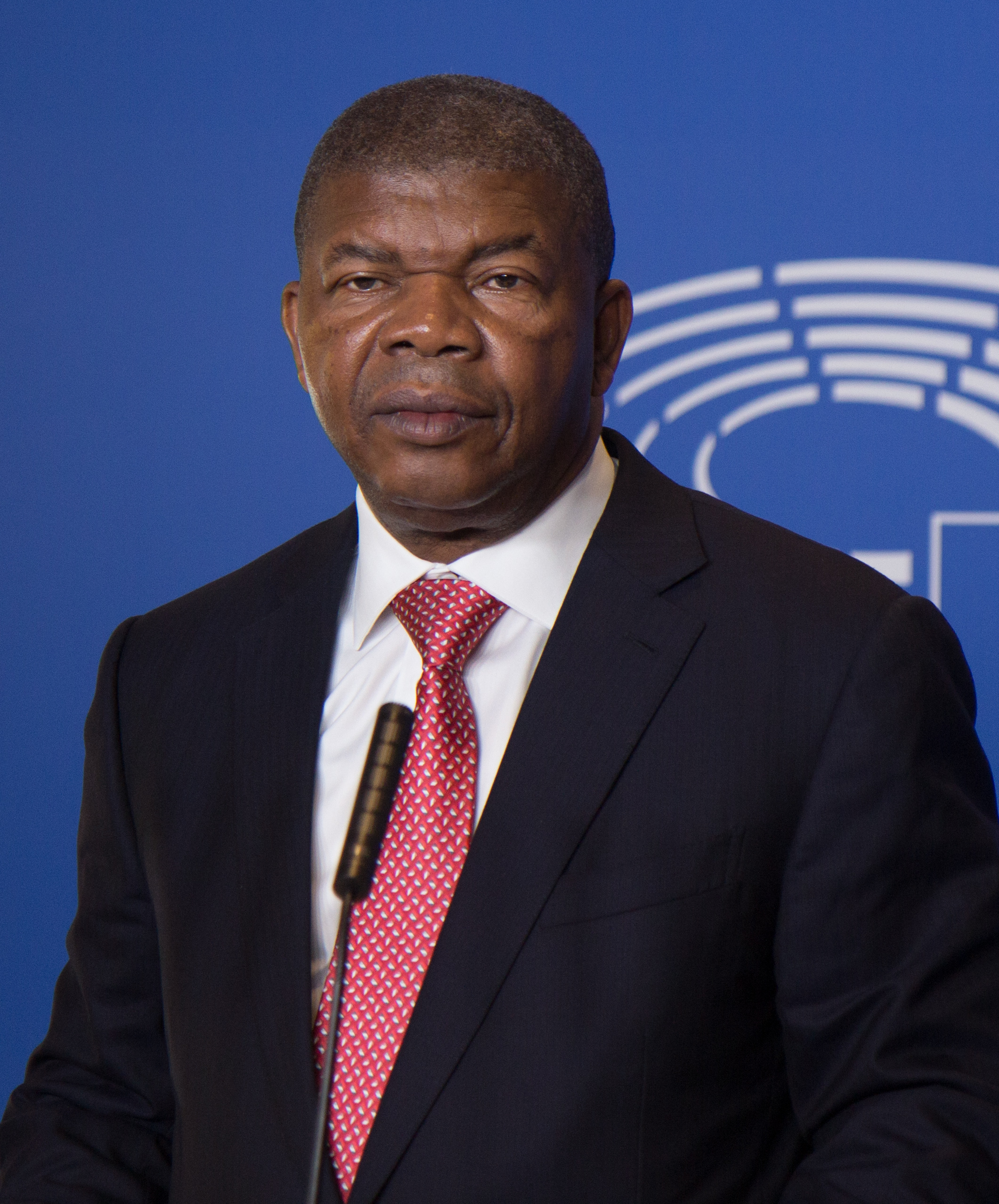
João Lourenço, 2018.

I augusti 2002 avrustade UNITA sina militära styrkor och förklarade sig vara ett konservativt politiskt parti. Val av partiledare anordnades och Isaías Samakuva tillträdde den 20 juni 2003.
Kinas premiärminister besökte Angola 2005 och lovade ytterligare stora lån i utbyte mot större oljeleveranser. I augusti tecknade regeringen ett fredsavtal med Cabindaenklavens befrielsefront i Kabinda. Angola blev medlem av Opec 1 januari 2007.
År 2008 genomfördes det första fria parlamentsvalet. MPLA vann med 80 procent av rösterna, UNITA och FNLA delade på resten.
I oktober 2014 publicerades planer på att bygga en undervattenskabel mellan Brasilien och Angola och göra Angola till en knutpunkt för telekommunikationer i södra Afrika.
År 2016 drabbades södra Afrika av hungersnöd på grund av svår torka. 1,42 miljoner varav hälften barn var i riskzonen, värst drabbade var provinserna Cunene, Namibe och Huila.
MPLA (Folkrörelsen för Angolas befrielse) har styrt i Angola sedan självständigheten från Portugal 1975.  President José Eduardo dos Santos kom till makten 1979. När João Lourenço  blev Angolas nya president i september 2017 innebar det slutet på José Eduardo dos Santos 38 år långa styre.
MPLA fick 61,07 % av rösterna och dess ordförande João Lourenço blev Angolas tredje president. Det främsta oppositionspartiet UNITA fick 27% och Casa-Ce fick 9,5%.

## Geografi
Angola ligger i sydvästra delen av den afrikanska kontinenten, mellan latitud 4° och 18°S och longitud 12° och 24°O. Landet täcker en yta av 1 246 620 km2, nästan tre gånger Sveriges yta. I väster gränsar landet till Atlanten. Angola gränsar också till Namibia i söder, Kongo-Brazzaville och Kongo-Kinshasa i norr samt Zambia i öster. Landet har också kontroll över området Kabinda som är en exklav skild från huvuddelen av Angola av Kongo-Kinshasa.
Angola består i stort sett av fyra områden: Kustområdet är en bördig slätt och längs kustremsan finns ett flertal sandstränder med palmer. Centrala Angola utgörs av en savann och södra Angola består till största delen av torra stäpper. I de norra delarna finner man vidsträckta regnskogar. Ett antal floder rinner genom landet, bland annat Kwanza, Kongo, Cunene och Cubango. På grund av den blandade geografin är Angola ett land rikt på djur och växter.
Huvudstaden Luanda ligger utmed kusten och är en viktig hamnstad. 

### Topografi

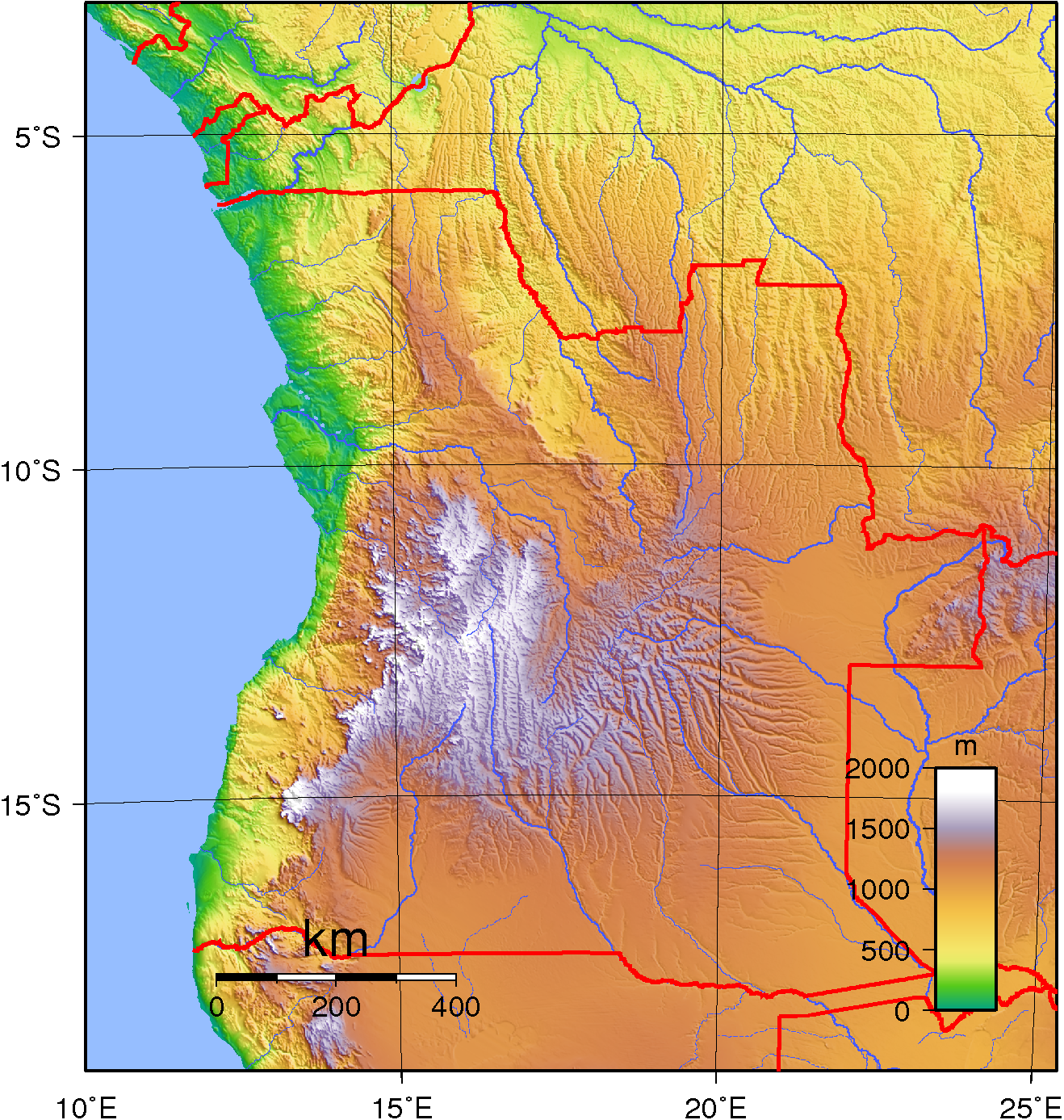
Angolas topografi.

Den angolanska topografin varierar från kustlandskap och öken i sydväst till berg, högplatå och regnskogar i mellersta och norra delen av landet. Högsta punkten är Mount Moco med en höjd på 2 620 meter över havet. Högplatån norr och öster om bergen ligger mellan 1 200 och 1 800 meter över havet.

### Hydrografi
Kongofloden har flera bifloder som rinner genom Angola. Andra floder som mynnar i Sydatlanten är Cubango, Cuando och Cuango. Zambesiflodens källor ligger i Angola och fortsätter österut och mynnar i Indiska oceanen. Floden Okavango rinner ut i ett endorheiskt träsk i Botswana.
Den angolanska kusten är cirka 1 500 kilometer lång och relativt rätlinjig och i stort sett utan större halvöar eller öar. Enda undantagen är halvön Ilha de Luanda och Ilha da Cazanga söder om huvudstaden. Angolas största sjö Lago Dilolo är 18,9 km² och ligger i provinsen Moxico.

Angolas geografi
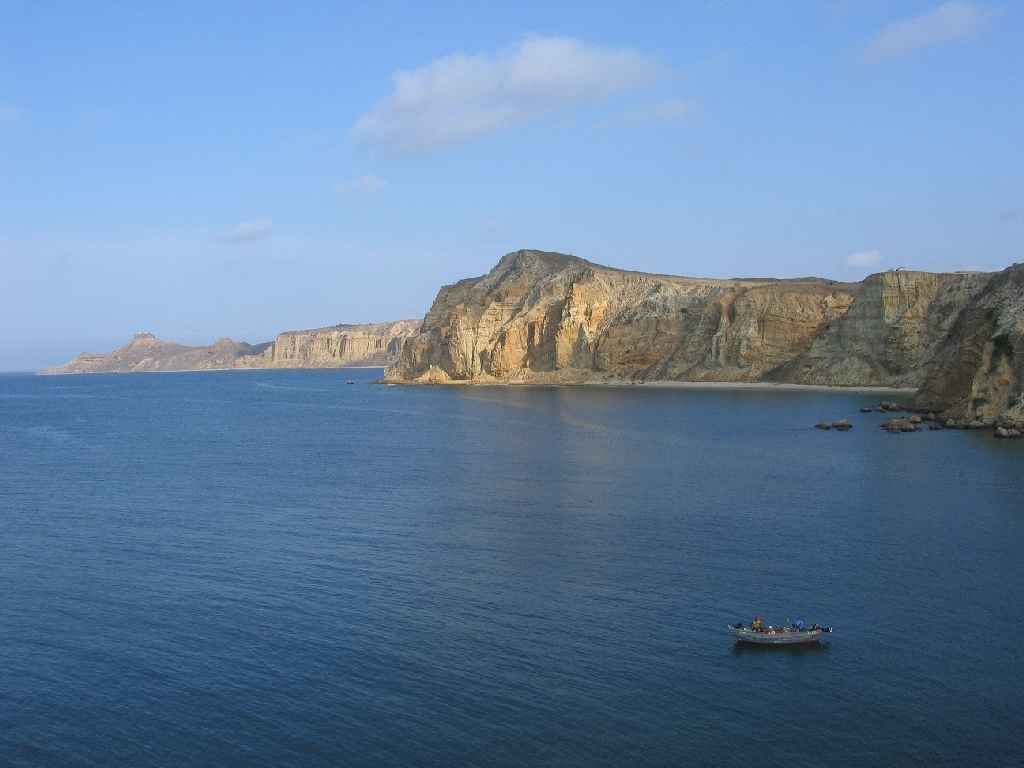
Coatinha-stranden i Benguela.
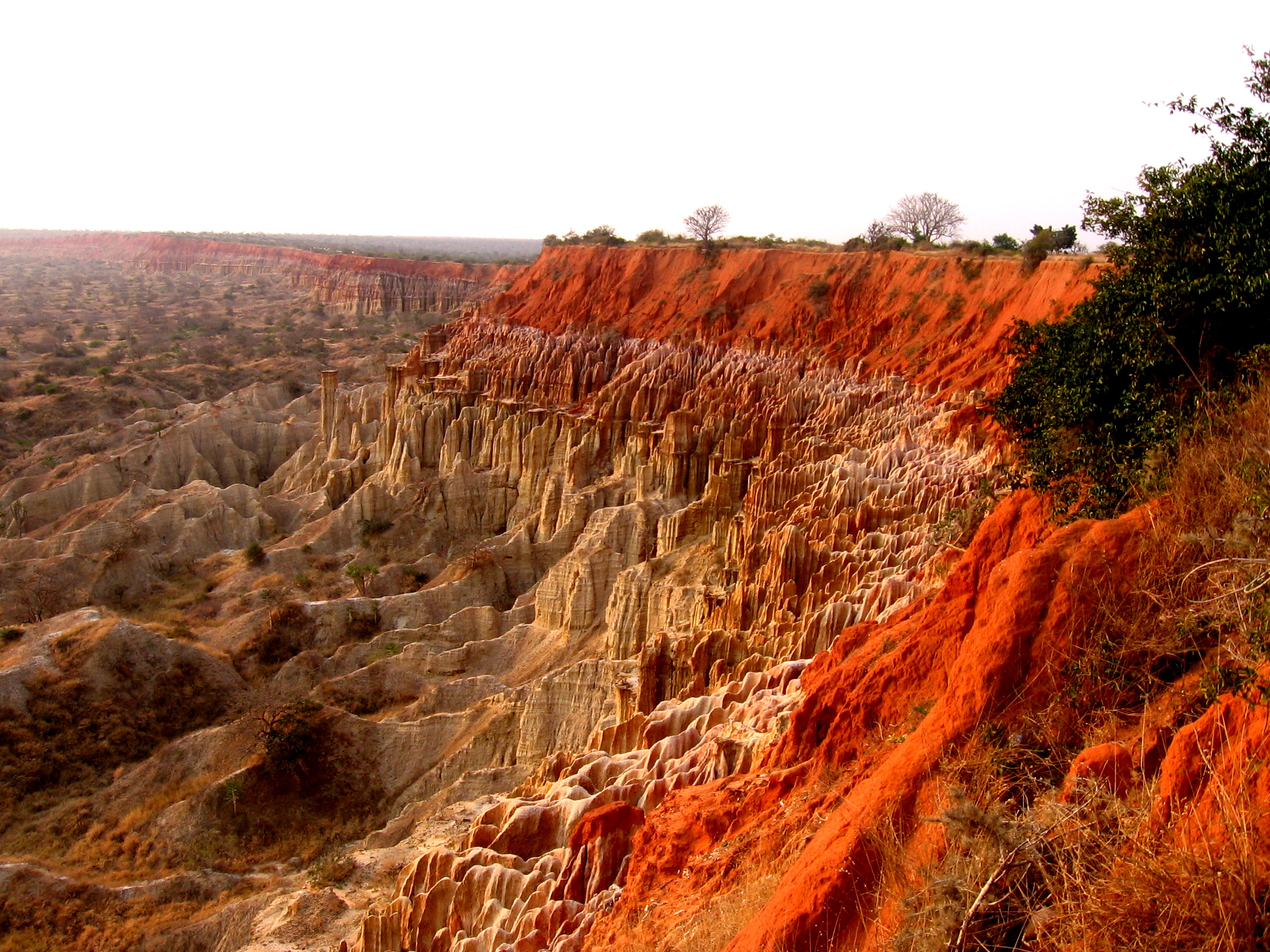
Miradouro da Lua vid kusten söder om Luanda.
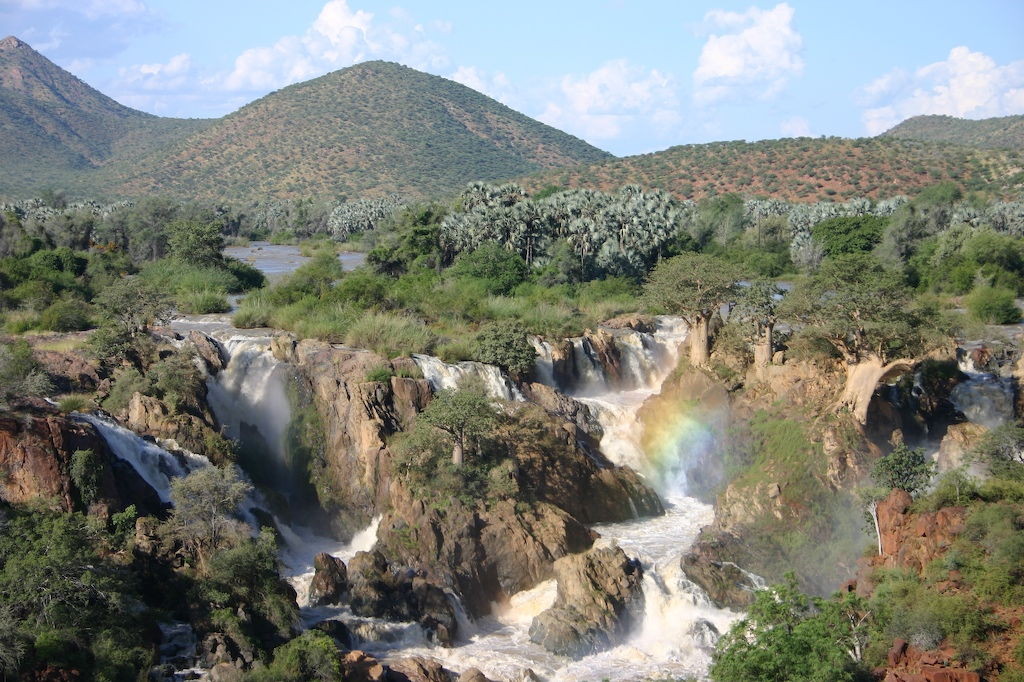
Epupafallen vid Cunenefloden på gränsen till Namibia.

### Klimat
Klimatet är halvtorrt i söder och upp längs kusten mot Luanda. I norr är det en varm regnperiod från november till april och kallare och torrare resten av året. Lokala skyfall kan orsaka översvämningar.

### Naturskydd
Några av Angolas miljöproblem är jorderosion med åtföljande ökenutbredning, att den tropiska regnskogen avverkas vilket resulterar i förlorad biodiversitet, vattenföroreningar och brist på dricksvatten. Sedan 1960 har månadsnederbörden i snitt minskat med 2,4 procent per decennium.
För att säkra djur- och växtarternas fortbestånd har ett flertal nationalparker inrättats, vilka också är välbesökta turistmål:
- Parque Nacional da Quissama (9 600 km², etablerad 1938 som jaktreservat, sedan 1957 som nationalpark) – belägen i norra Angola, mellan Atlanten, Kwanzafloden och Longafloden.
- Parque Nacional da Cangandala (630 km², 1963 som naturreservat, sedan 1970 som nationalpark) – i Malanjeprovinsen.
- Parque Nacional do Bicuar (7 900 km², 1938 som jaktreservat, sedan 1964 som nationalpark) – i Huílaprovinsen
- Parque Nacional de Iona (15 150 km², 1937 som jaktreservat, sedan 1964 som nationalpark) – Namibeprovinsen, mellan Atlanten och floderna Cunene och Kwanza.
- Parque Nacional da Cameia (14 450 km², 1935 som jaktreservat, sedan 1957 som nationalpark) – i Moxicoprovinsen.
- Parque Nacional da Mupa (6 600 km², 1938 som jaktreservat, sedan 1964 som nationalpark) – i Cuneneprovinsen, mellan Coluifloden och Cunenefloden.

Dessutom har ett antal andra skyddade områden etablerats. Dessa är/inkluderar Parque Regional da Cimalavera (112 km², söder om Benguela), Reserva do Luando (8 280 km², i Malanjeprovinsen), Reserva Natural do Ilhéu dos Pássaros (1,6 km², söder om Luanda), Reserva Parcial de Luiana (8 400 km², i Cuando-Cubango-provinsen), Reserva Búfalo (400 km², söder om Benguela), Parque Natural Regional do Namibe (4 450 km², vid staden Moçâmedes) och Reserva Parcial de Mavinga (5 950 km², i Cuando-Cubango-provinsen).

## Styre och politik

### Konstitution och styre

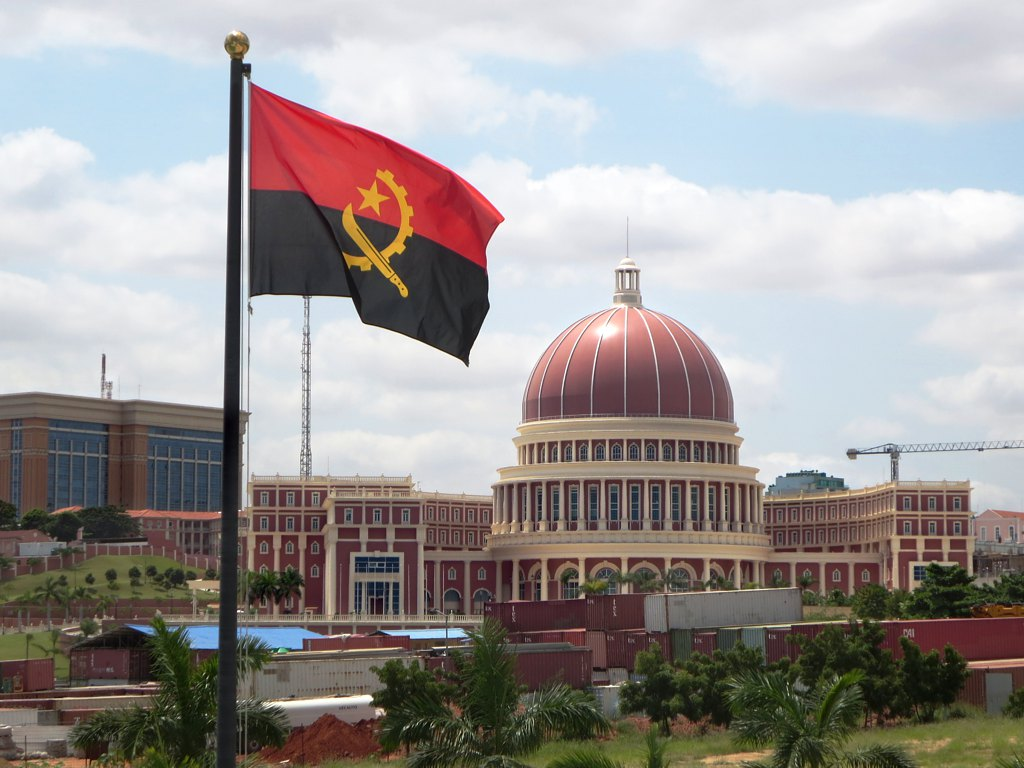
Angolas parlamentsbyggnad i Luanda, byggd 2013.

Angola är en presidentiell republik med den folkvalda presidenten som både statschef och regeringschef. Vid självständigheten 1975 blev Angola en socialistisk enpartistat med MPLA som enda tillåtna parti. Detta accepterades inte av UNITA och FNLA vilket ledde till ett inbördeskrig som varade i 27 år. År 1992 ändrades konstitutionen så att flera partier kunde tillåtas. 2017 lämnade José Eduardo dos Santos presidentposten efter 38 år. Hans tidigare försvarsminister João Lourenço tog över efter det fjärde valet i landets historia, som hölls 23 augusti 2017. Efter att ha fått över 60 procent av rösterna så behöll det regerande partiet MPLA makten.
Enligt den första konstitutionen från 1975 var Angola en socialistisk enpartistat och hade en preliminär lagstiftande församling. År 1980 anordnades val till 229 platser i nationalförsamlingen. Alla medborgare över 18 år var valberättigade men kunde förlora sin rösträtt om de var aktiva i utbrytargrupper mot MPLA eller hade begått folkrättsbrott och inte blivit rehabiliterade. Valet skedde i två steg, först valdes regional församling för de 18 provinserna. De regionala församlingarna utsåg därefter aktiva politiker som inte nödvändigtvis behövde ha medlemskap i MPLA.
1986 genomfördes åter ett val enligt denna konstitution.

### Administrativ indelning
Angola är indelat i 18 provinser (provincias):

- Bengo
- Benguela
- Bié
- Cuando Cubango
- Cuanza Norte
- Cuanza Sul
- Cunene
- Huambo
- Huíla
- Kabinda
- Luanda
- Lunda Norte
- Lunda Sul
- Malanje
- Moxico
- Namibe
- Uíge
- Zaire

#### Exklaven Kabinda
Med en yta på cirka 7 283 kvadratkilometer (2 812 kvadratkilometer) är den norra angolanska provinsen Kabinda ovanlig eftersom den är skild från resten av landet av en remsa, cirka 60 kilometer bred, av Demokratiska republiken Kongo längs nedre Kongofloden. Kabinda gränsar till Republiken Kongo i norr och nordnordost och Demokratiska republiken Kongo i öster och söder. Staden Kabindaär det främsta befolkningscentrumet.
Enligt en folkräkning från 1995 hade Kabinda en uppskattad befolkning på 600 000, varav cirka 400 000 är medborgare i grannländerna. Befolkningsuppskattningar är dock mycket opålitliga. Kabinda består till stor del av tropisk skog och producerar lövträ, kaffe, kakao, rågummi och palmolja.
Den produkt som den är mest känd för är dock dess olja, som har gett den smeknamnet "Afrikas Kuwait". Kabindas petroleumproduktion från dess betydande offshorereserver står nu för mer än hälften av Angolas produktion. Det mesta av oljan längs dess kust upptäcktes under portugisiskt styre av Cabinda Gulf Oil Company (CABGOC) från 1968 och framåt.
Ända sedan Portugal överlämnade suveräniteten över sin tidigare utomeuropeiska provins Angola till de lokala självständighetsgrupperna (MPLA, UNITA och FNLA) har Kabindas territorium varit ett fokus för separatistiska gerillaaktioner mot Angolas regering (som har använt sina väpnade styrkor).

### Korruptionsbekämpning
Under de första fem åren på 2000-talet uppskattades 10 procent av BNP försvinna på grund av korruption. Regeringen påbörjade därefter ett program för korruptionsbekämpning, men med begränsat resultat frånsett att 100 tjänstemän vid gränspolisen och Verket för migration och invandring avskedades för att ha tagit mutor.
Den 26 september 2017 tillträdde João Lourenço som president för Angola, efter José Eduardo dos Santos som innehaft ämbetet i 38 år. I sitt invigningstal lovade Lourenço att bygga upp Angolas ekonomi efter fallande oljepriser och bekämpa korruption.
President Lourenço har börjat bekämpa korruptionen. Angolanska företag och privatpersoner med kapital i utlandet har uppmanats föra tillbaka kapital för investeringar i Angola och flera rättsprocesser har påbörjats.

### Försvar
Den angolanska försvarsmakten, Forças Armadas Angolanas, (FAA) bildades i sin nuvarande utformning 1991 i samförstånd mellan regeringen och UNITA. Försvaret leds av försvarsstabschefen som lyder under försvarsdepartementet och består av generalstaben och tre vapengrenar, armén, marinen och flygvapnet. Försvarsmakten har även ansvar för gränsbevakning och utvisning av illegala flyktingar samt bevakar Cabindaenklavens befrielsefront separatister i Kabinda.

## Ekonomi och infrastruktur
Angolas ekonomi har genomgått stora förändringar, från att ha varit en ekonomi i turbulens på grund av flera års inbördeskrig är ekonomin numera en av världens snabbast växande. I dag räknas exempelvis landets huvudstad Luanda som en av världens dyraste. Det är främst en liten ekonomisk elit som fått ta del av denna blomstring, medan en majoritet av befolkningen fortfarande har ingen eller mycket liten inkomst. År 2005 växte BNP med 14,2 procent jämfört med året innan. Landets höga tillväxttakt på senare år har främst drivits av dess oljesektor, och det höga världsmarknadspriset på olja. Oljeproduktion och dess kringverksamheter bidrar till cirka 85 procent av BNP och 90 procent av all export. En ökad oljeproduktion gjorde att tillväxten landade på mer än 15 procent per år från 2004 till 2007.[källa behövs] År 2007 blev Angola medlem i Opec, en organisation de valde att lämna 2023.
Även om inflationen minskat från 4 146 procent 1996 till under 13 procent 2008, har stabiliseringspolitiken visat sig ohållbar och Angola övergav 2009 sin valutakorg.[källa behövs] I november 2009 meddelade IMF att de godkänt ett lån till Angola på 1,4 miljarder dollar för att lindra effekterna av finanskrisen. Korruptionen var mycket utbredd och en stor utmaning åtminstone åren 2000 till 2024. Från 2010 och fram till 2015 fortsatte BNP växa, men därefter vände trenden. Under de efterföljande fem åren sjönk BNP, men i början på 2020-talet visades återigen en positiv tillväxt.

### Näringsliv
Bruttonationalprodukt 2015.
|   | BNP Sektor 2015 | Procent | Arbetskraft sektor    | Procent |
| - | --------------- | ------- | --------------------- | ------- |
| 1 | Jordbruk        | 9,4 %   | Jordbruk              | 85 %    |
| 2 | Industri        | 60,2 %  | Industri och Tjänster | 15 %    |
| 3 | Tjänstesektor   | 30,4 %  |                       |         |

Angola är Afrikas tredje största ekonomi (efter Nigeria och Sydafrika) och kontinentens näst största oljeproducent (efter Nigeria).
Industrisektorn utgörs utöver olja av bland annat järnmalm, metallprodukter, ölframställning, textil och varvsarbete.
En efterkrigsbyggnation och återflyttning av krigsflyktingar har även lett till hög tillväxt inom bygg- och jordbrukssektorn. Mycket av landets infrastruktur är fortfarande förstörd eller outvecklad efter ett 27 år (1975–2002) långt inbördeskrig.

#### Jord-, skogsbruk och fiske
Angola har goda förutsättningar för jordbruk, marken är bördig mark och klimatet varierar från norr till söder och det centrala höglandet är särskilt gynnsamt. I söder finns vidsträckta områden, lämpliga som betesmark.
För närvarande odlar Angola endast 10 procent av den odlingsbara marken. Men med den nya politiska ledningen har flera reformer införts och livsmedelsindustrins tillväxt ligger bland de fem högsta i Afrika.
Viktiga naturtillgångar för jordbrukssektorn är bananer, sockerrör, kaffe, sisal, majs, bomull och fisk. Jordbruk för hushållsbehov täcker det främsta näringsbehovet för en majoritet av befolkningen, men hälften av landets livsmedel måste fortfarande importeras.
På 1980-talet var Sida med och byggde upp Angolas fiskeindustri. Fiskeindustrin är viktig och inte längre reglerad av staten.

#### Energi och råvaror

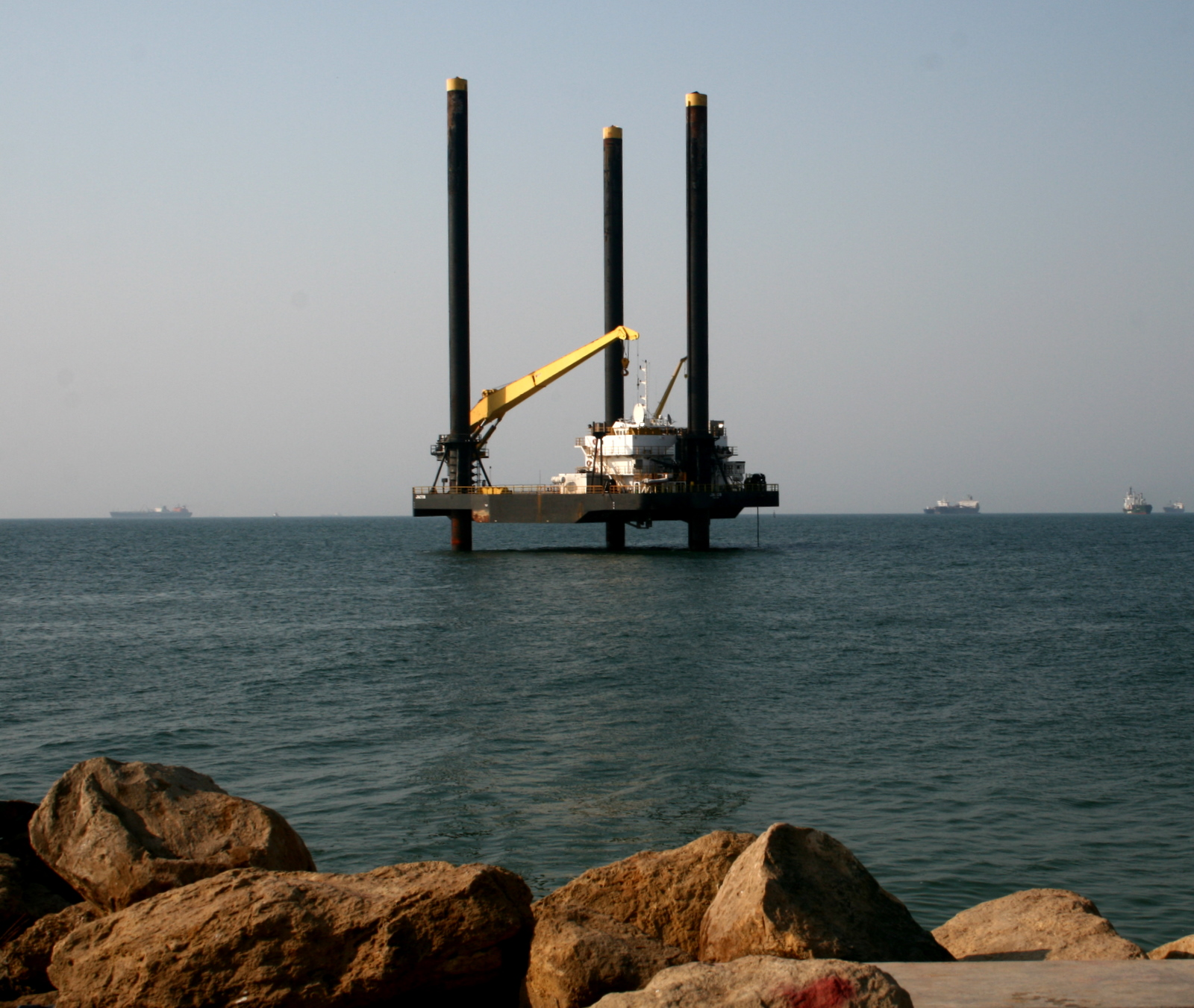
Oljeplattform utanför Luanda.

Oljeproduktionen har ökat sexfaldigt sedan 1983 och uppgick 2008 till 2,0 miljoner fat per dag. Angola är efter Nigeria den näst största oljeproducenten i Afrika söder om Sahara.
Oljeindustrin har bidragit till 60 procent av landets BNP. Det statliga bolaget Sonangol är störst men det finns även utländska oljebolag. Det finns stora tillgångar av diamanter av hög kvalitet, främst i Lundaprovinserna i nordost. Dessa tillgångar finansierade UNITA under inbördeskriget, medan MPLA hade kontroll över oljeproduktionen.
Angolas främsta naturtillgångar är: petroleum, naturgas, diamant, koppar och guld.
Angola har stora tillgångar av olja, naturgas och diamanter. I landet finns dessutom järnmalm och guld, som dock inte har utvunnits sedan kolonialtiden. Marmor, svart granit och koppar bryts. Angola anses kunna bli en stor producent av el från vattenkraft.

#### Industri
Industrin är koncentrerad till staden Soyo vid kusten i provinsen Zaire.[källa behövs] Industrisektorn utgörs utöver olja av bland annat järnmalm, metallprodukter, ölframställning, textil och varvsarbete.
Varvet PAENAL i Porto Amboim underhåller och reparerar oljeriggar utanför kusten i provinserna Kabinda och Zaire och bidrar till Angolas tillväxt.
Gruvdrift har en stor ekonomisk potential i Angola och kan göra landets ekonomi mer differentierad och mindre oljeberoende.

### Infrastruktur
Sedan 2005 har regeringen använt miljarder dollar i form av bistånd och lån från Kina, Brasilien, Portugal, Tyskland, Spanien och EU för att bygga upp Angolas offentliga infrastruktur.[källa behövs]

#### Transporter

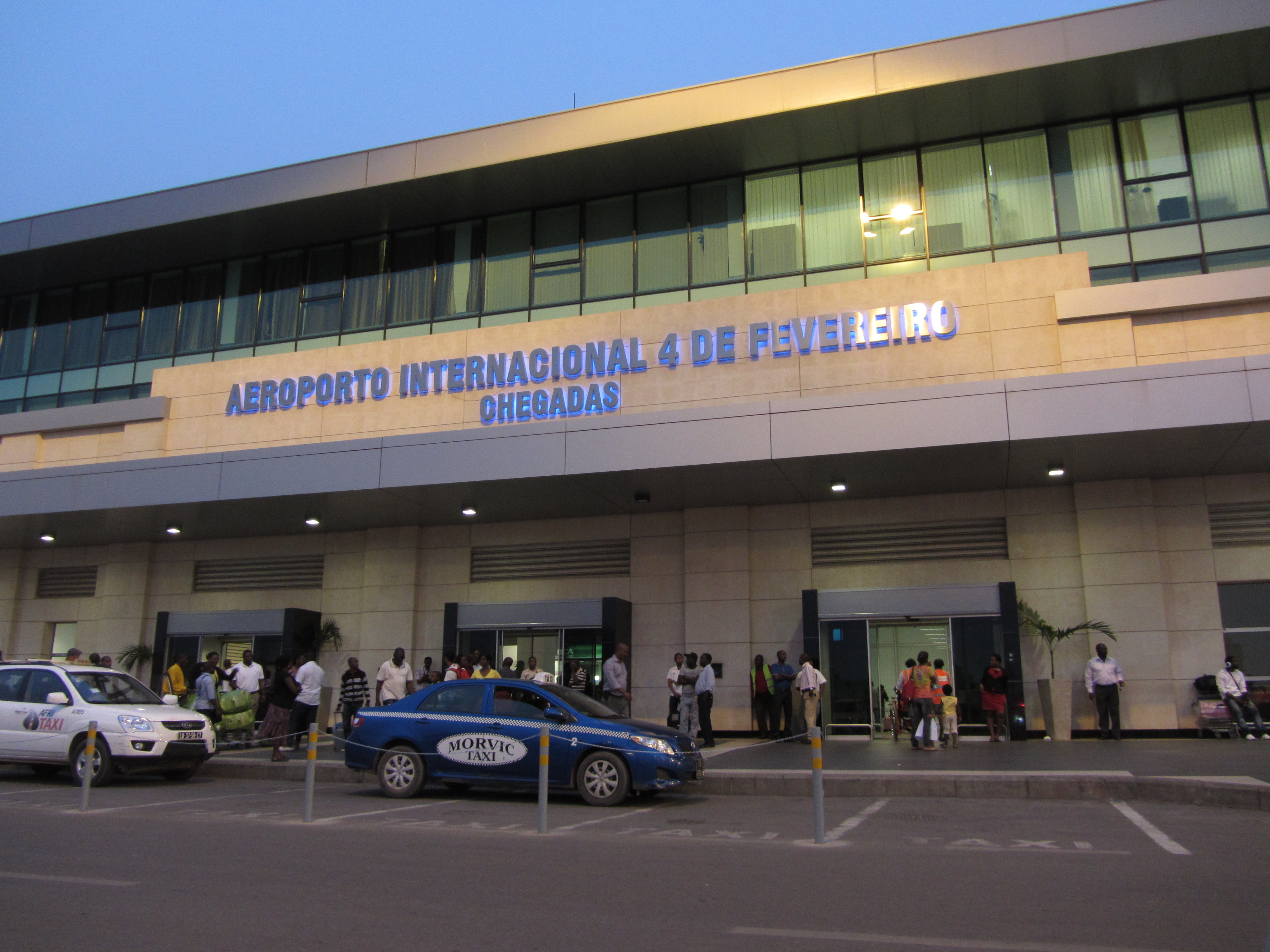
Luandas flygplats 4 de Fevereiro.

Järnvägar i Angola.

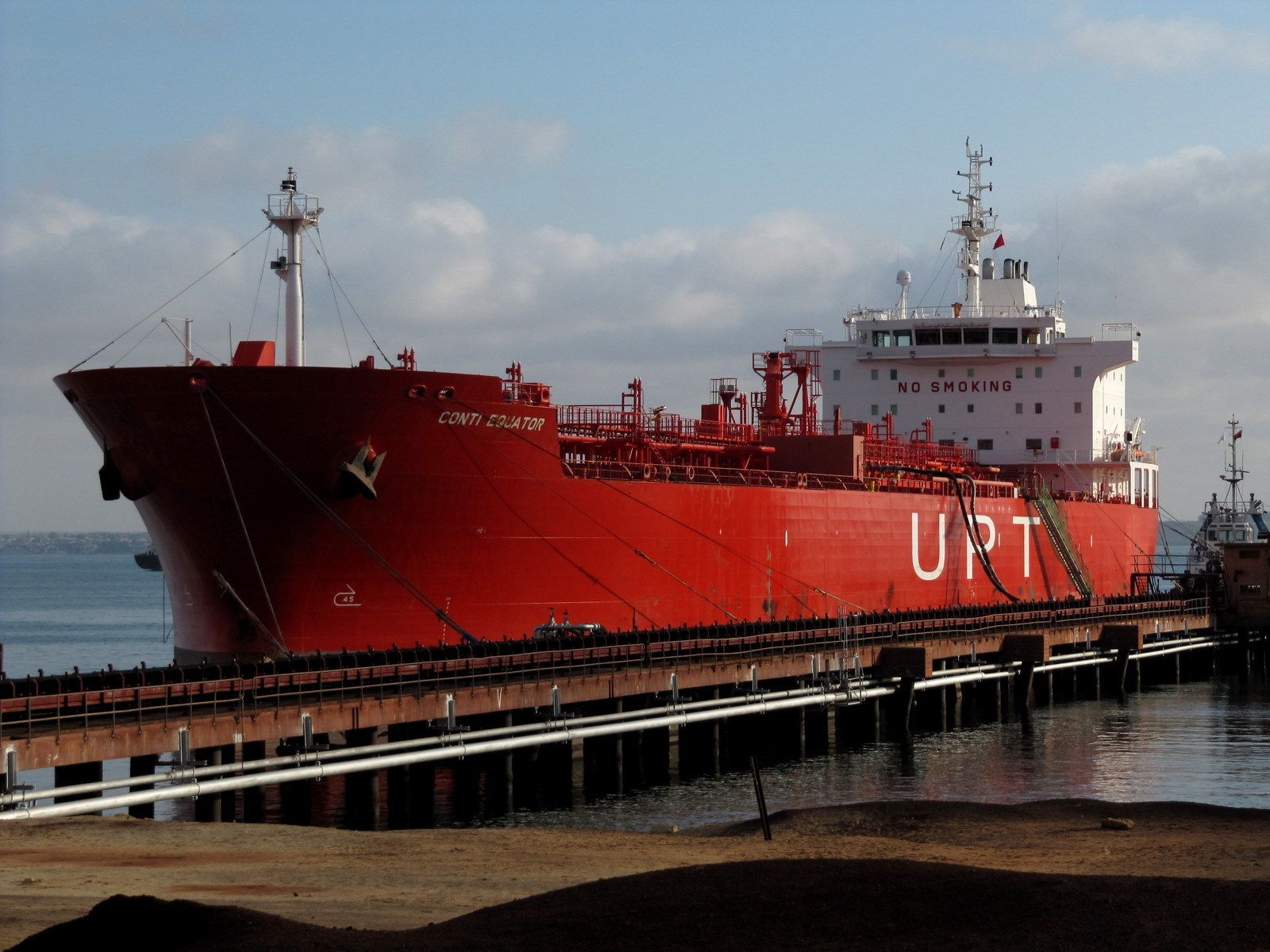
Lastning av mineraler i Namibe.

Angola ligger stategiskt i Centralafrika och transportmöjligheter är mycket viktiga.
- Tre separata järnvägar går från kusten till inlandet, tillsammans 2 761 km.
- Vägar, sammanlagt 76 626 km varav 11 903 km är asfalterade.
- Navigeringsbara floder, tillsammans 1 300 km.
- Åtta större hamnar.
- 33 flygplatser med hårdgjorda landningsbanor.

Inbördeskriget förstörde många vägar, så alla vägar är inte farbara, men reparationer och nya vägar tillkommer efter hand. Internationella flygplatsen Quatro de Fevereiro (4 februari) i Luanda öppnades 1951. En ny internationell flygplats har varit under byggnation i  provinsen Luanda sedan 2008 och beräknas öppna i november 2023.

#### Telekommunikationer
Telekommunikationer är en av de mest strategiska industrierna i Angola och målet är att förbättra internetanslutningar både nationellt och internationellt. I mars 2015 hölls en konferens i Luanda med temat informationsteknologi för att befrämja debatt om telekommunikation i Angola och över hela Afrika. Den 26 december 2017 skickades Angolas första satellit, Angosat-1 upp i rymden för att kunna nå hela landet med telefon, TV och internet.

#### Utbildning och forskning

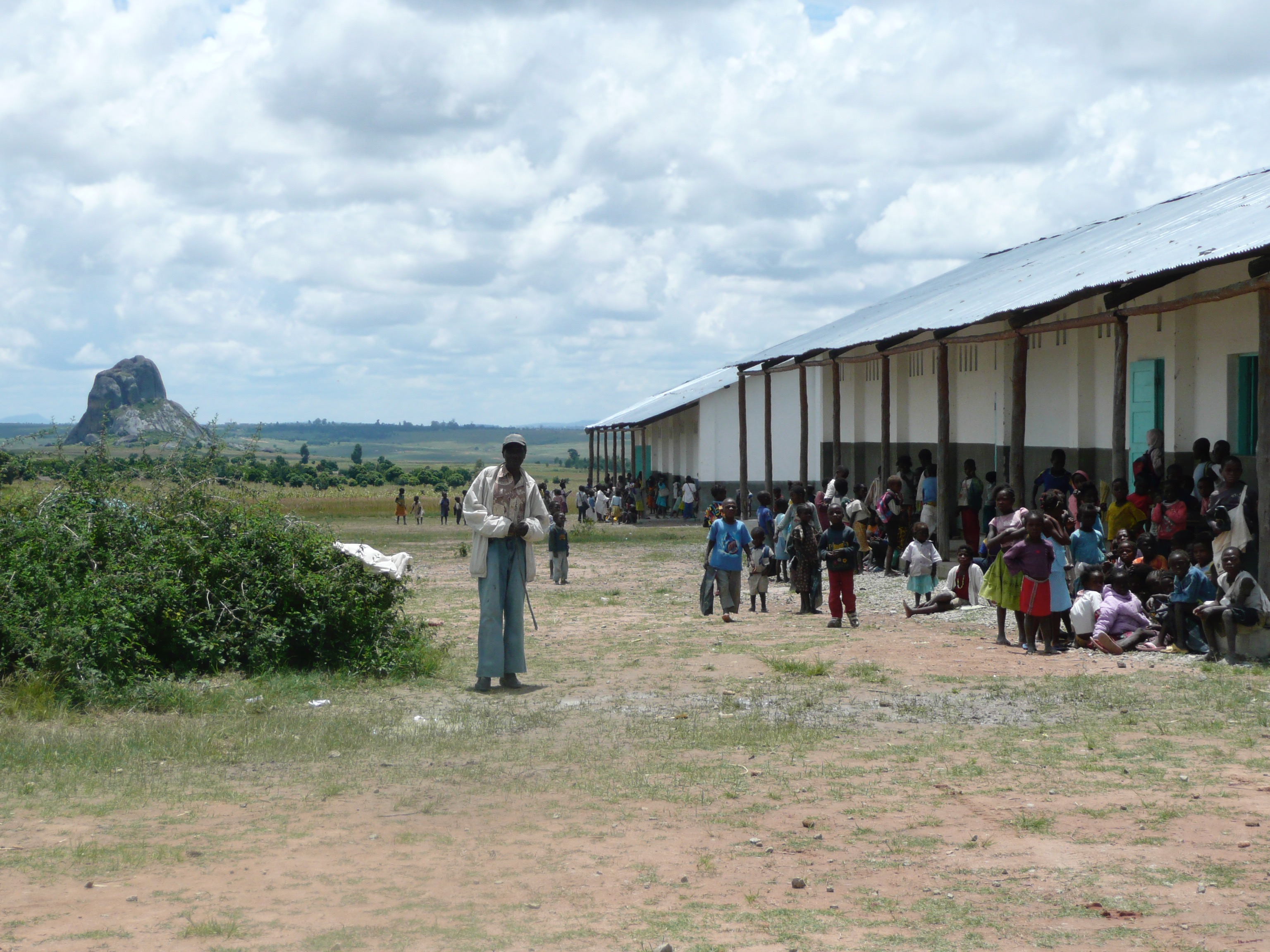
Skola i provinsen Huambo, Angola.

Vid Angolas självständighet 1975 var 80 procent av befolkningen analfabeter. Landet fick biståndshjälp från Kuba som skickade 1000-tals lågstadielärare till Angola och på sex år sänktes antalet analfabeter till 15 procent. Samtidigt pågick ett inbördeskrig och när det äntligen blev fred 2002 hade många skolor förstörts och många lärare, både inhemska och kubanska, dödats eller sårats.
Regeringen beslutade i början på 2000-talet om en sexårig obligatorisk och avgiftsfri grundskola. Men brist på skolor och lärare gör att barnen får gå i skift och bara tre timmar per dag. Efter grundskolan kan elever gå vidare i "Secondary Education" för att bli behöriga till universitet. Det finns tre universitet i Angola - Luanda, Huambo och Lubango.
År 2015 beräknades andelen vuxna analfabeter till 28,9 %. Andelen kvinnliga analfabeter uppgick till 39,3 % medan andelen män var knappt fälften, 18,0 %.

#### Sjukvård, andra viktiga samhällstjänster
Världshälsoorganisationen (WHO) rapporterade i december 2017 att Angola var sämst vad gäller täckning av hälsovård bland de portugisisktalande länderna, med ett index på 36 procent. Det kan jämföras med Portugal (80 procent).

## Befolkning

### Demografi

#### Minoriteter
Angola bebos av dryga hundratalet bantutalande folk med inslag av sanfolk (bushmän) i söder. Det är ganska glest befolkat utom runt kuststäderna och på centrala högplatån. Den urbana befolkningen uppgick till 62 procent 2014.

#### Migration
Före Angolas självständighet fanns omkring 300 000 vita i landet, många emigrerade dock efter självständigheten. Enligt uppgifter hämtade 2025 var omkring en procent av befolkningen portugiser.
Under inbördeskriget efter självständigheten drevs omkring fyra miljon angolaner på flykt. Efter finanskrisen 2008 och under de efterföljande 10 åren valde omkring 100 000 portugiser att söka sig till Angola för arbete. Portugiserna har dock haft svårt att integrera sig i landet.

### Språk
Språken som amvänds i Angola är  portugisiska, bantuspråk och andra afrikanska språk
De flesta språk i Angola tillhör familjen bantuspråk. Därtill kommer khoisanspråk som talas av Sanfolket i Kalahariöknen. Officiellt språk är portugisiska. Det finns omkring 40 språk i Angola.

### Religion
Majoriteten av Angolas befolkning (53 procent) är officiellt kristen. 38 procent är katoliker och 15 procent protestanter. Till den sistnämnda gruppen hör Assemblies of God, Convenção Baptista de Angola, Igreja Evangélica Baptista em Angola, Igreja Evangélica Congregacional em Angola, Evangelical Church of Angola, Our Lord Jesus Christ Church in the World (Kimbanguist), Reformed Evangelical Church of Angola, Sjundedagsadventisterna, Union of Evangelical Churches of Angola och Förenade Metodistkyrkan. I Angola finns även över 143 000 Jehovas vittnen (2017).
Knappt 47 procent av befolkningen praktiserar inhemska religioner, med inslag av animism och/eller förfädersdyrkan. Det finns också en muslimsk minoritet med färre än 100 000 anhängare, huvudsakligen bestående av invandrare från Västafrika och Libanon.

### Hälsa

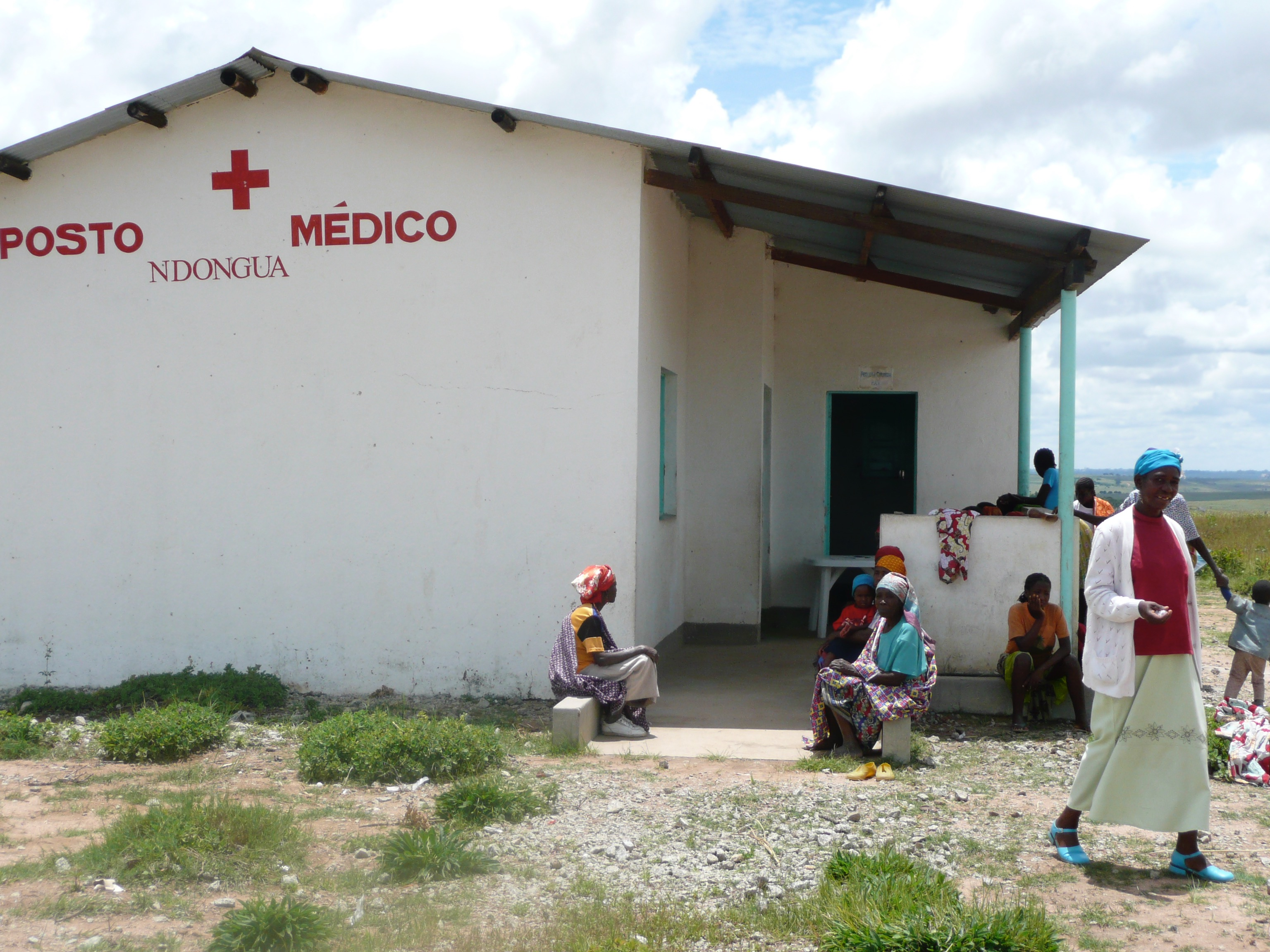
Vårdcentral i Huambo (provins) 2008.

Neonatala tillstånd var den vanligaste dödsorsaken år 2019, följt av infektion i nedre luftvägarna och tuberkulos.
Hiv är ett hälsoproblem och 2014 var det 2,41 procent av den vuxna befolkningen (åldrarna 15–49) som levde med hiv.
Hälsotillståndet gällande hiv och aids i Angola är bland de värsta i världen. Endast en bråkdel av befolkningen har tillgång till medicinsk vård. Mellan 1975 och 2002 uppskattas antalet dödsfall till 1 miljon, 4,5 miljoner tvingades lämna sin hemort och 450 000 flydde till andra länder.
Även mödrahälsovården är katastrofal och förstärks av allmän hälsovård och fattigdom. Mödradödligheten är en av de högsta i världen. Vid slutet av inbördeskriget uppskattades dödligheten till mellan 1 200 och 1 500 av 100 000 födslar. 2008 hade dödligheten sjunkit till cirka 600. Detta kan jämföras med 5 för Sverige.

### Övrig befolkningsdata
Den senaste folkräkningen hölls den 16 maj 2014 och avsåg den faktiska (de facto) bosatta befolkningen i Angola, som uppgick till 25 789 024 invånare (varav 12 499 041 män och 13 289 983 kvinnor). Folkräkningen 2014 var den första i självständiga Angola och den första folkräkningen sedan 1970, då befolkningen uppgick till 5 646 166 invånare, varav 2 943 974 män och 2 702 192 kvinnor.

## Kultur

### Massmedia

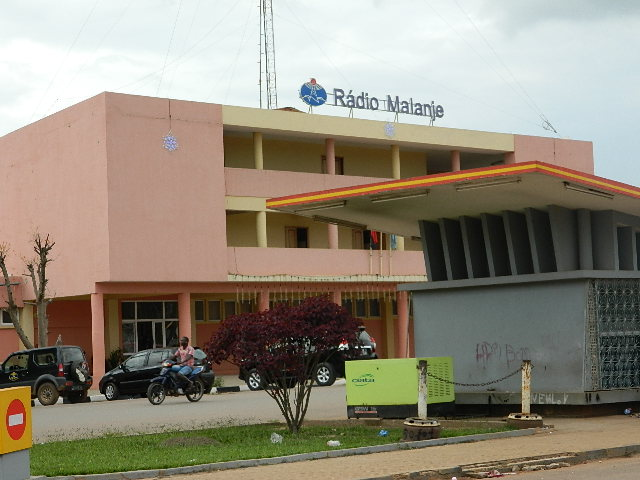
Rádio Malanje.

Pressen nationaliserades 1976. De flesta tidningar och tidskrifter publiceras i Luanda, bland dem:
- Jornal de Angola med magasinet Cultura
- Noticias de Angola

Numera finns det ett flertal privata veckotidningar.
Angolanska radiostationer sänder på flera språk: portugisiska, engelska, franska, spanska och de inhemska språken chokwe, kikongo, kimbundu och umbundu.
Den statliga TV-stationen Televisão Pública de Angola (TPA) grundades 1973. Numera finns flera privata TV-kanaler.
Agência Angola Press (Angop) är en statlig nyhetsbyrå.
Internet används av 23 procent av befolkningen.

### Konstarter
Angolas kultur har rötter hos Bantufolk som levde i det gamla kungadömet Kongo. Portugiser som kom till kusten för 400 år sedan satte inga kulturella spår förrän i senare delen av 1800-talet, då inom arkitektur, litteratur och musik (fado).

#### Musik och dans

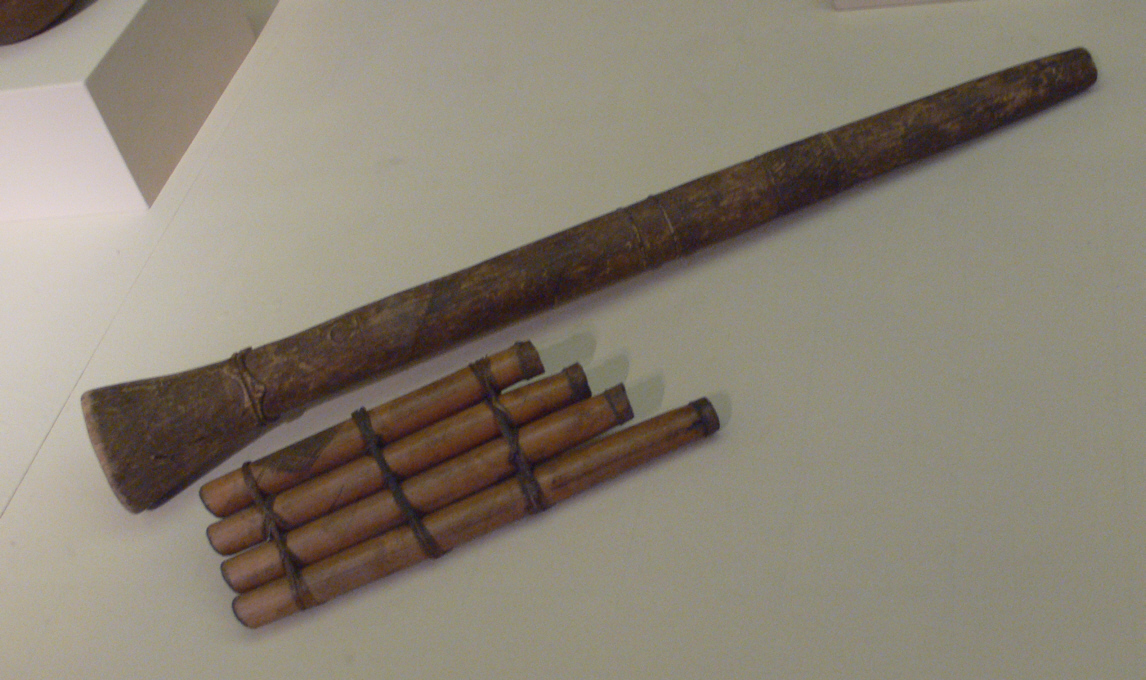
Angolansk traditionell trumpet och panflöjt.

Angola har en väldigt levande musikkultur där varje region i landet har sin lokala dans. Den angolanska dansen Semba spred sig i samband med slavhandeln till Brasilien. Ur Semba har även andra danser som Kizomba och Kuduro utvecklats. Kuduro kommer från språket Kimbundu men har dubbel betydelse i det att det betyder "hård rumpa" i portugisiska. Dansen kan liknas vid en mix mellan techno/funk/batucada/afro. Kizomba dansas parvis och har liknande danssteg som latinska Bachatan. Kizomba har på senare år blivit alltmer populär och dansas idag även i Portugal.
Kända musiker från Angola är:Bonga, Waldemar Bastos, Maria de Lourdes Van-Dúnem, Paulo Flores och Teta Lando.

#### Bildkonst

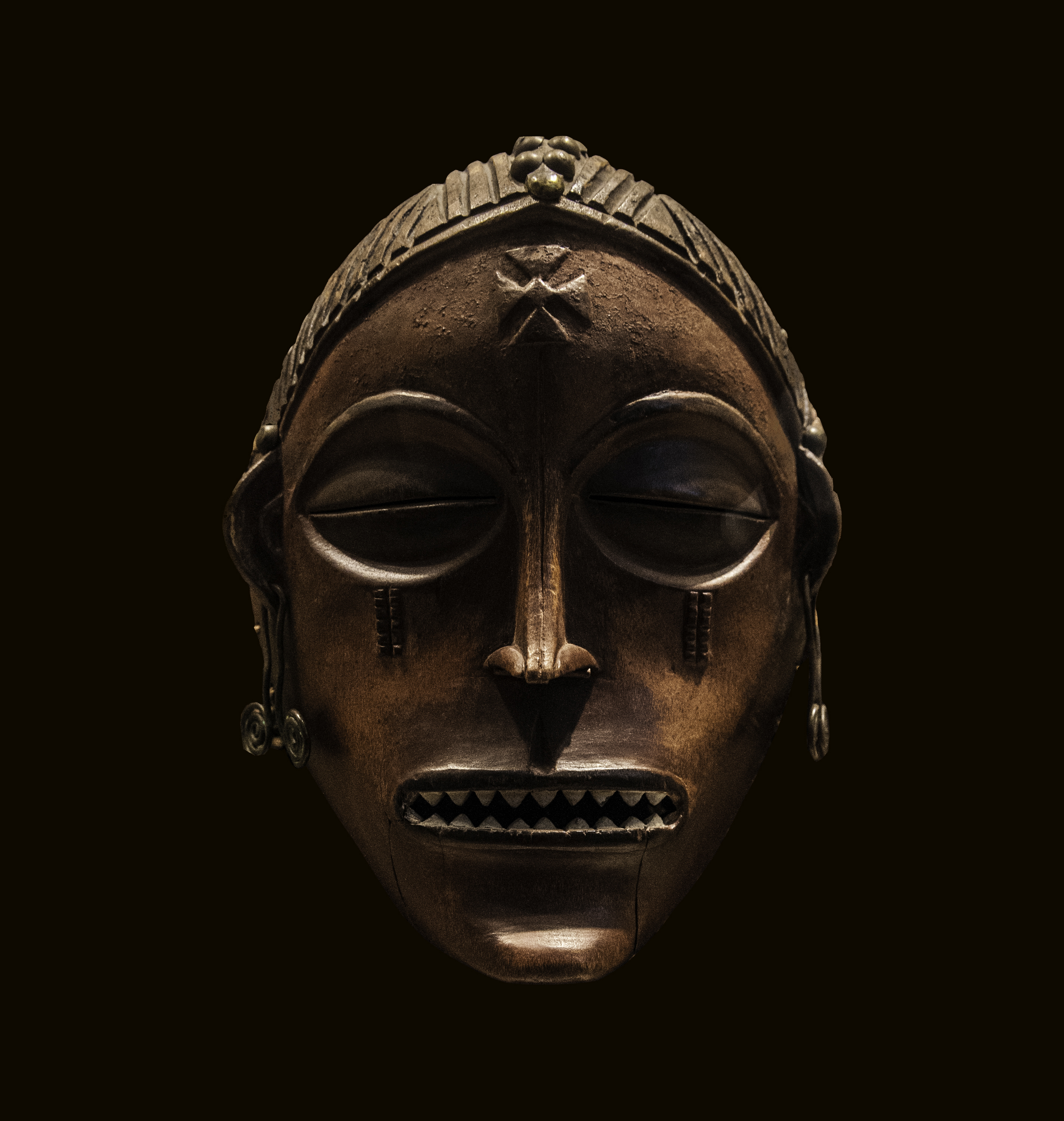
Mask från Chokwefolket.

Norra Angola är ett av Afrikas konstrikaste områden, särskilt från det gamla Kongoriket. Deras skulpturkonst är naturalistisk och inbegriper fetischer, mor-barn och förfädersfigurer. Chokwes förfädersstatyetter är kraftfulla. Masker gjordes i trä eller tyg för att bäras av dansare.
En av Angolas mest uppmärksammade samtidskonstnärer är António Ole. Olé, född och bosatt i Luanda, är en internationellt känd bildkonstnär och är representerad på Moderna museet i Stockholm. Han arbetar med film och fotografi och har deltagit i biennaler i Havanna, Johannesburg och Venedig.
I Luanda finns textilkonstnären Marcela Costas galleri, Celamar, som hon har utvecklat till ett mångkulturellt centrum som speglar den rika flora av konstnärliga talanger som finns i Angola. Där satsar hon mycket på kvinnliga konstnärer.

### Traditioner

#### Matkultur
Det angolanska köket har påverkats av utländska matkulturer, särskilt den portugisiska som kom med alla invandrare under den koloniala perioden. Stapelvaran består av bönor, ris och mjöl kombinerat med kött och fisk med allehanda såser.
Angola har en lång kust många floder och därför hör färsk fisk och skaldjur till vardagsmaten.

#### Festivaler
År 2014 återupptogs den Nationella kulturfestivalen efter 25 års uppehåll på grund av kriget. Festivalen pågår i 20 dagar i alla provinshuvudstäder. Temat är ”Kultur befrämjar Fred och utveckling”.

#### Karneval
Karnevalen i Luanda har gamla anor och beskrevs av portugiserna redan 1857. Vid denna folkfest klädde man ut sig till personligheter ur det gamla Kongoriket. Där var kungar, drottningar, krigare, portugiser och många andra.
I början var karnevalen en spontan fest, organiserad av föreningar som valde väg och framförde sina egna rytmer. Från 1990-talet började karnevaler spridas till andra städer och fick stöd av respektive kommun. Karnevalen på Marginal do Luanda har blivit berömd och påminner om karnevalen i Rio de Janeiro. 2017 vann karnevalsgruppen União Mundo da Ilha.

#### Övriga fester och festivaler
- Festen på Luandaön är en årlig fest den andra fredagen i november och en hyllning till Kianda, vattengudinnan som är fiskarnas skyddshelgon.[82]

- Musikfestivalen i Sumbe är en internationell festival som pågår i tre dagar i september i provinsen Cuanza Sul.[82]

- Muxima pilgrimsvandring i augusti/september är den populäraste religiösa festen och går till Vårfrukyrkan i Muxima.[83]

### Sport

#### Fotboll

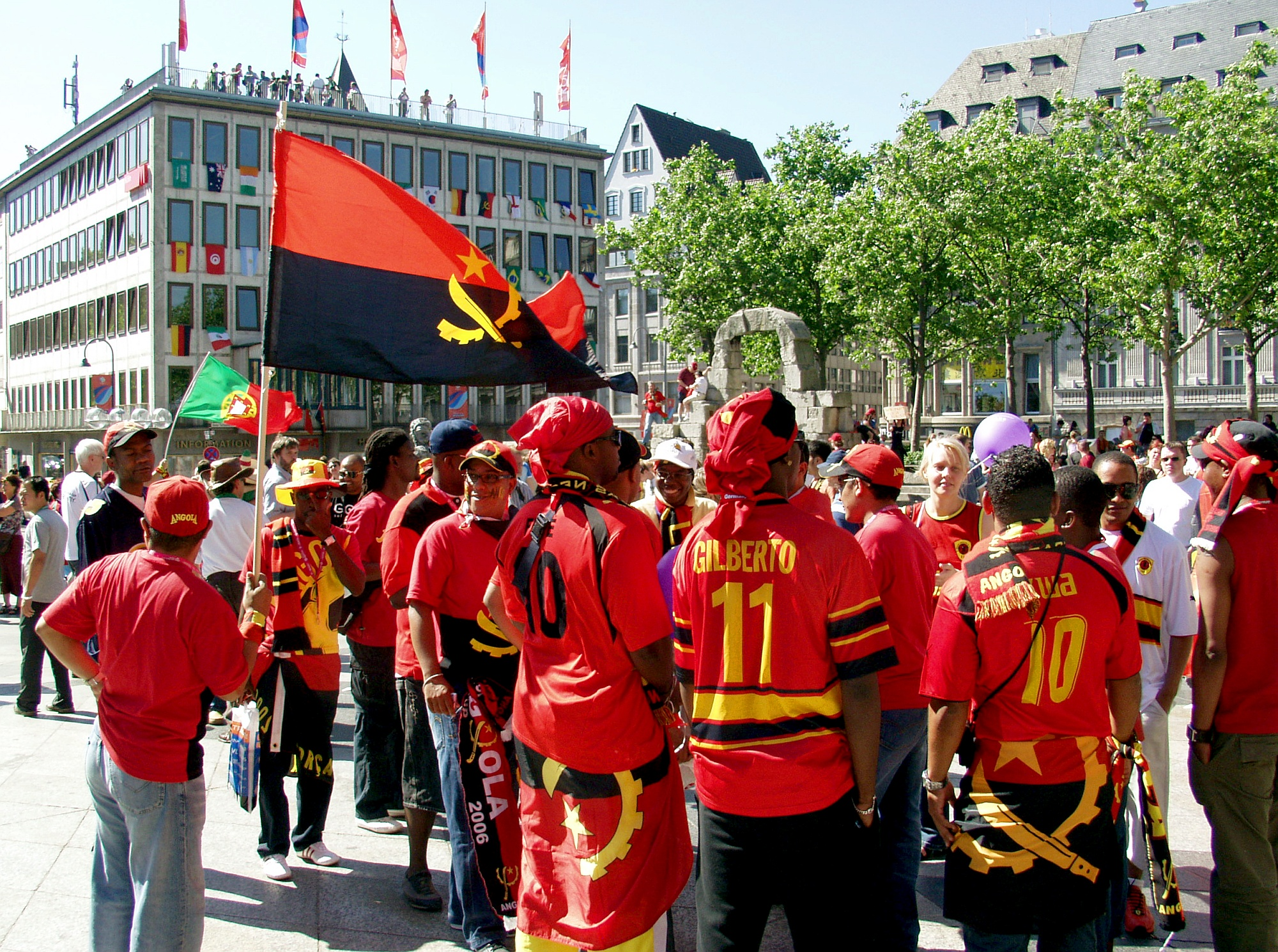
Angolanska fans i Köln.

Angola var värd för afrikanska mästerskapet i fotboll 2010. Angolas landslag kom på femte plats av 15 tävlande lag. Landslaget deltog för första gången i VM i fotboll i Tyskland 2006, blev utslaget av Portugal som kom på fjärde plats i turneringen.

#### Basket och handboll
Herrlandslaget i basket har vunnit elva av de senaste tretton afrikanska mästerskapen och deltar regelbundet i de olympiska sommarspelen.
I flera år har Angola deltagit i världsmästerskapet i handboll för damer.

#### Övrigt
Den afrikanskbrasilianska kampsporten capoeira är mycket populär i Angola och kan utövas i Sverige. Sporten fördes till Brasilien med angolanska slavar.

## Internationella rankningar
| Organisation                                | Undersökning                   | Bedömning                                   | Rankning   |
| ------------------------------------------- | ------------------------------ | ------------------------------------------- | ---------- |
| Heritage Foundation/The Wall Street Journal | Ekonomisk frihet-index 2025    | 55 (Mostly Unfree)                          | 118 av 180 |
| Reportrar utan gränser                      | World Press Freedom Index 2025 | 52,67 (0 är bäst)                           | 100 av 180 |
| Transparency International                  | Korruptionsindex 2024          | 32 (0 är väldigt korrupt, 100 väldigt rent) | 121 av 180 |
| FN:s utvecklingsprogram                     | Human Development Index 2018   | 0,574 - Low human development               | 149 av 189 |
| The Economist                               | Demokratiindex 2018            | 3,62 - Authoritarian regime (10 är bäst)    | 123 av 167 |